# 星形菱形十二面體
在幾何學中，星形菱形十二面體是指菱形十二面體的星形化體。多爾曼·露可（Dorman Luke）在他的論文中描述了一些菱形十二面體的星形化體。目前已知共有三種星形菱形十二面體，較廣為人知的是多爾曼·露可提出的第一種多面體，其出現於莫里茲·柯尼利斯·艾雪的作品《瀑布》中，因此部分文獻又稱其為艾雪立體。而另外兩種星形菱形十二面體尚未有廣泛被接受的名稱，部分文獻以第一種多面體星形菱形十二面體（First stellation of rhombic dodecahedron）、第二種多面體星形菱形十二面體（Second stellation of rhombic dodecahedron）以及第三種多面體星形菱形十二面體（Third stellation of rhombic dodecahedron）稱之。

## 種類
菱形十二面體透過米勒的規則可以產生五種立體，包括了菱形十二面體本身和四種星形多面體，但其中只有三種分別先後在1957年多爾曼·露可和2007年林精良在其論文中予以觀察描述。
其中，前三種立體和菱形十二面體，這四個立體皆可以使用菱形錐（底面是菱形的四角錐）組合而成。

### 完全星形菱形十二面體

完全星形菱形十二面體

完全星形菱形十二面體是一個包括星形菱形十二面體的所有胞的幾何結構。喬治·W·哈特的藝術創作《蜻蜓》（Dragonflies）為使用完全星形菱形十二面體創作的一個作品。

### 列表
|                | 名稱                 | 圖 | 星狀圖 | 凸包         |
| -------------- | -------------------- | -- | ------ | ------------ |
| 原像           | 菱形十二面體         |    |        | 菱形十二面體 |
| 第一種         | 艾雪立體             |    |        | 截半立方體   |
| 第二種         | （未獲命名）         |    |        |              |
| 第三種         | 完全星形菱形十二面體 |    |        | 截角八面體   |
| 第三種減第二種 | （未獲命名）         |    |        | 截角八面體   |

## 外部連結
- 埃里克·韦斯坦因. . MathWorld.